# Campeonato Mundial de Halterofilia de 1923
El XXII Campeonato Mundial de Halterofilia se celebró en Viena (Austria) entre el 8 y el 9 de septiembre de 1923 bajo la organización de la Federación Internacional de Halterofilia (IWF) y la Federación Austríaca de Halterofilia.
En el evento participaron 76 halterófilos de 7 federaciones nacionales afiliadas a la IWF.

## Medallistas
| Evento   | Oro                                  | Plata                               | Bronce                              |
| -------- | ------------------------------------ | ----------------------------------- | ----------------------------------- |
| 60 kg    | Andreas Stadler · Austria · 330,0    | Wilhelm Rosinek · Austria · 315,0   | Emil Kliment · Austria · 307,5      |
| 67,5 kg  | Rudolf Edinger · Austria · 360,0     | Heinrich Baumann · Alemania · 350,0 | Bohumil Durdis Checoslovaquia 347,5 |
| 75 kg    | Karl Freiberger · Austria · 387,5    | Leopold Friedrich · Austria · 375,0 | Alberts Ozoliņš Letonia 355,0       |
| 82,5 kg  | Jaroslav Skobla Checoslovaquia 387,5 | Sebastian Haberl · Austria · 370,0  | August Böhnel · Austria · 370,0     |
| +82,5 kg | Franz Aigner · Austria · 420,0       | Josef Leppelt · Austria · 400,0     | Georg Schrammel · Austria · 397,5   |

1. 1 2 3  Fuerza (kg) + arrancada (kg) + dos tiempos (kg) = TOTAL (kg)

## Medallero
| Núm. | País           | Oro | Plata | Bronce | Total |
| ---- | -------------- | --- | ----- | ------ | ----- |
| 1    | Austria        | 4   | 4     | 3      | 11    |
| 2    | Checoslovaquia | 1   | 0     | 1      | 2     |
| 3    | Alemania       | 0   | 1     | 0      | 1     |
| 4    | Letonia        | 0   | 0     | 1      | 1     |
|      | TOTAL          | 5   | 5     | 5      | 15    |